# Otto von Trott zu Solz
Otto Bernhard Georg von Trott zu Solz (* 1. März 1810 in Kassel; † 14. Juli 1876 in Rotenburg an der Fulda) war ein deutscher Gutsbesitzer, Vorsteher der Althessischen Ritterschaft sowie Abgeordneter der kurhessischen Ständeversammlung.

## Leben

### Herkunft und Familie
Otto von Trott zu Solz entstammte dem hessischen Adelsgeschlecht Trott zu Solz, das bis heute auf den Gütern Solz und Imshausen bei Bebra ansässig ist. Die Familienmitglieder waren bei der Althessischen Ritterschaft eingeschrieben und nahmen wichtige Funktionen im öffentlichen Leben wahr. Der jüngere Zweig der Familie wurde am 3. Mai 1778 in den Reichsfreiherrenstand erhoben.
Er war der Sohn des Oberappellationsgerichtsrats Wilhelm Friedrich von Trott zu Solz und dessen Ehefrau Charlotte von Porbeck gen. Oheimb (1775–1828). Seine Geschwister waren Friedrich Heinrich (1794–1855, kurhessischer Außenminister) und Wilhelm Friedrich (1802–1884, Offizier und Landtagsabgeordneter).
Otto heiratete im Jahre 1838 Sophie Gräfin von Korff gen. Schmising, Tochter des Franz von Korff gen. Schmising-Kerssenbrock (1781–1850) und der Julia Gräfin zu Stolberg-Stolberg (1790–1836). Aus der Ehe sind die Kinder Julie (* 1839, ⚭ Friedrich Wilhelm von Verschuer),  Maximilian (* 1844) und Clemens (* 1847) hervorgegangen.

### Wirken
Otto bewirtschaftete den elterlichen Gutshof und war in den Jahren 1855 bis 1867 Vorsteher der Althessischen Ritterschaft. Von 1847 bis 1849 hatte er als Vertreter der Ritterschaft einen Sitz in der Kurhessischen Ständeversammlung. 1852 erhielt er ein Mandat als Mitglied der Ersten Kammer der Kurhessischen Ständeversammlung und blieb bis zum Jahre 1866 in dem Parlament.

## Sonstiges
Otto war ein entschiedener Gegner der Politik von Bismarcks, den er den „Totengräber der deutschen Einheit“ nannte.